# Младост (квартал на Варна)
Вижте пояснителната страница за други значения на Младост.
„Младост“ е жилищен комплекс във Варна и е част от административен район „Младост“. Кварталът е строен през 70-те години на XX век. До началото на 90-те години кварталът се нарича „Георги Петлешев“, в чест на едноименния партизанин.
В района са търговските центрове „Явор“, „Досев Импекс“, както и „Пфое Мол“ и хипермаркет Mr Bricolage до него, "Гранд Мол", "Делта планет мол", "Варна мол", както и търговски център "Двете кули". В квартала присъстват и супермаркети от веригите „Била“ и „ЦБА“.

## Разположение
Квартал Младост е разположен на северозапад от централната част на град Варна.
Той е разделен на два района: 1 и 2.
В него се намират основни и средни училища, детски градини, пазари, търговски центрове, мебелни къщи, кафе-барове, казина и боулинг зали.
Младост е сред големите квартали в едноименния район на морската столица.
Удобният транспорт, многото зелени площи, над 700-те търговски обекта правят район „Младост“ предпочитано място за живеене.
В него живеят над 50 000 души – около 8% от населението на Варна.

## Транспорт и съобщения
Транспортното обслужване основно се осъществява от автобусен, тролейбусен транспорт и маршрутни таксита.
- автобуси – № 14, 118, 148, 48, 7, 15, 209, 409, 121, 41;
- тролейбуси – № 82, 83, 88;
- маршрутни таксита – № 182, 183

## Образование и култура
В район „Младост“ функционират 17 училища, 12 детски градини и 3 детски ясли.

### Детски градини
- Русалка
- Иглика
- Моряче
- Морска звездица
- Синчец
- Зрънчо
- Делфинче

### Училища
- ОУ „Антон Страшимиров“
- СОУ Неофит Бозвели
- СУ Гео Милев

## Здравеопазване
На територията на квартала действа поликлиника „Младост“ както и частния медицински център Санита.

## Спорт и отдих
На площ от около 40 дка в „Младост“ е изграден най-големият в града спортно-развлекателен център с 4 игрища, детски кът, езеро с лодки, закрита зимна пързалка, летен амфитеатър, стена за скално катерене и др. Комплексът ще се ползва безплатно от близо 200 000 души. В процес на завършване е обновеният стадион за лека атлетика „Младост“, в близост до ТЦ „Явор“.
В квартала се намира и варненският скейт парк „Младост“.

## Галерия
Квартал Младост 2
Хипермаркети Пикадили и Mr. Bricolage и ТЦ „Пфое Мол“
Игрище в Спортно-развлекателен център „Младост“